# Bistum Sorres
Koordinaten: 40° 31′ 19″ N, 8° 44′ 32,4″ O

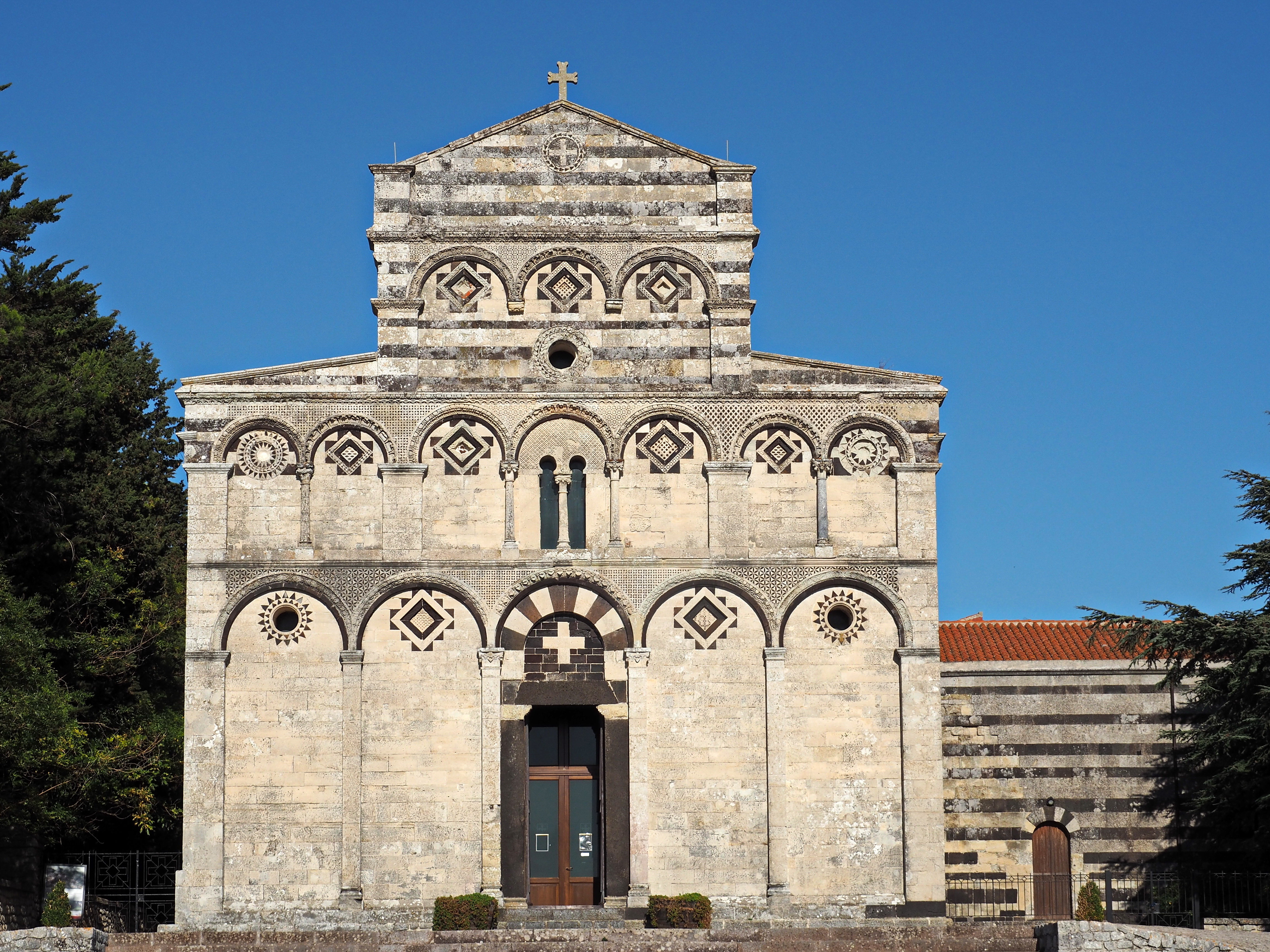
San Pietro di Sorres, ursprüngliche Kathedralkirche des Bistums Sorres

Bistümer und Kirchenprovinzen im mittelalterlichen Sardinien

Das Bistum Sorres, auch Bistum Sorra (lat.: Sorrensis, abgekürzt Sorren.) ursprünglich mit Sitz in der wüst gefallenen Stadt Sorres, ab dem 15. Jahrhundert in Borutta, Sardinien (Italien), war ein wahrscheinlich 1065 gegründetes Bistum der römisch-katholischen Kirche. Ein erster Bischof ist 1106 genannt. 1445 sollte das Bistum mit dem Bistum Bosa vereinigt werden, aufgrund der Zwistigkeiten der Domkapitel kam die Vereinigung nicht zustande. 1503 wurde das Bistum Sorres schließlich mit dem Erzbistum Sassari vereinigt. In der Tradition des aufgegebenen Bischofssitzes in Sorres wurde 1968 das Titularbistum Sorres etabliert.

## Lage
Das Bistum lag im nordwestlichen Teil von Sardinien, südöstlich von Sassari. Es grenzte im Norden an das Bistum Ploaghe, im Nordosten an das Bistum Bisarcio, im Osten über eine kurze Strecke an das Bistum Castro di Sardegna, im Süden an das Bistum Ottana, im Westen an das Bistum Bosa, und im Nordwesten an das Erzbistum Torres. Der ursprüngliche Bischofssitz befand sich in Sorres, das wahrscheinlich schon im 15. Jahrhundert aufgegeben wurde. Die Stadt Sorres lag zwischen Borutta und Torralba, wahrscheinlich dort wo noch heute das Kloster San Pietro di Sorres steht (Lage: ). San Pietro di Sorres war die ursprüngliche Kathedralkirche des Bistums.
Der Bischofssitz befand sich ab dem 15. Jahrhundert in Borutta. Die dortige Pfarrkirche Santa Maria Maddalena war dann die Kathedrale des Bistums. Nach Giuseppe Cossu umfasste der Sprengel die folgende größeren Orte: Villa Nova monte santo, Siligo, Banari, Bonnanaro, Torralba, Borutta, Iteri Fustiarbus, Mores, Lachesos, Bonorva, Semestene, Rebeccu, Giave, Cossoine, Thiesi, Bessude und Cheremule. Zerstört bzw. aufgegeben waren 1783 bereits: Sorres, Santa Maria di Sea, Todoraque (heute Kirche Nostra Signora di Todorache), Suli, Gaycle, Curcetti, Ittui, Caprili, Nicello Terquiddo, Tiro, Modolo, Ibibis, Norigues, Nieddu, Illurigues, Sustana und Modusano.

## Geschichte
Das Bistum Ottana mit Sitz in Ottana wurde wahrscheinlich 1065 begründet. Die Gründung des Bistums erfolgte im Zuge einer Umstrukturierung der sardischen Kirchenorganisation unter dem Papst Alexander II. (1061–1073). Bei dieser Umstrukturierung wurden sechs neue Bistümer (Castro, Ottana, Bisarcio, Ploaghe, Sorres und Ampurias) geschaffen, deren Sprengel von den älteren Bistümern Torres und Bosa abgetrennt wurden. Nur wenig später (1073) wurde das Bistum Torres zum Metropolitansitz erhoben. Die genannten Bistümer (einschließlich Bosa) wurden dem neuen Erzbistum als Suffraganbistümer unterstellt. Nach Mitte des 13. Jahrhunderts wurde der Metropolitansitz nach Sassari verlegt und in Erzbistum Sassari umbenannt.
Das Domkapitel von Sorres bestand aus einem Erzpriester und zehn Kanonikern. Hinzu kamen noch einige Vikare. Ein erster Bischof von Sorres namens Alberto wird 1106 genannt, als er die Kirche der Heiligen Dreifaltigkeit in Sacargia weihte. Er war bis 1115 im Amt. Bischof Joannes (1133–1147) schenkte den Kamaldulensern mehrere Kirchen in seinem Bistum.
Im 14. und 15. Jahrhundert erlitt Sardinien katastrophale Bevölkerungsverluste; viele Siedlungen fielen wüst. Im 15. Jahrhundert war das Bistum Sorres so verarmt, dass Papst Eugen IV. es 1445  mit dem finanziell ebenfalls notleidenden Bistum Bosa vereinigte. Aufgrund der Zwistigkeiten, die zwischen den beiden Domkapiteln entstanden, widerrief er die Bulle. Das Bistum Sorres blieb selbständig und es wurden weiterhin Bischöfe von Sorres ernannt. 1503 kam dann doch das Aus für das Bistum, es wurde zusammen mit den Bistümern Bisarcio, Castro di Sardegna, Ampurias und Ploaghe mit dem Erzbistum Sassari vereinigt.
| Bischöfe von Sorres                                                                    | |                    |                  |
| Name                                                                                   | Amt | von                | bis              |
| Alberto/Albertus                                                                       | | 1106 (1113)        | 28. Oktober 1115 |
| Jacopo/Jacobus I.                                                                      | | 16. Dezember 1116  | 1126             |
| Giovanni/Joannes I.                                                                    | | 1133               | 1147             |
| Giovanni/Joannes II. Sarga                                                             | | 1153               | 1170 (1175?)     |
| G./Goffredus                                                                           | | 1176               |                  |
| Augerius                                                                               | (nicht aufgeführt von Cappelletti und Mattei)                                                                                            | 1198               | 1201             |
| Petrus                                                                                 | OCist. | 1205               | 1211?            |
| NN                                                                                     | (Eubel hat hier noch einen Bischof Joannes, ohne Jahr, der anscheinend als Vorgänger des Gregorius genannt ist)                          | 28. März 1259      |                  |
| Guantinus de Farfara                                                                   | (fehlt in Cappelletti, Mattei und Eubel)                                                                                                 | 1303               |                  |
| Gregorio/Gregorius/Gregorio Tanzi                                                      | OESA, wurde 1323 zum Bischof von Feltre und Belluno ernannt                                                                              | 7. Juni 1322       | 6. Juni 1323     |
| Antonius/Antonio                                                                       | OFM (fehlt in Cappelletti, Mattei und Gams)                                                                                              | 26. August 1323    | † 1332           |
| Bernardus                                                                              | | 13. Mai 1332       | † 1333           |
| Barosonus                                                                              | | 17. März 1333      | † 1342           |
| Joannes Amalrici                                                                       | | 19. Juli 1342      | † 1344           |
| Benedictus/Benedetto                                                                   | OP, wurde 1348 Bischof von Chioggia | 13. September 1344 | 26. Januar 1348  |
| Franciscus/Francesco                                                                   | war bisher Titularbischof von Tiberias                                                                                                   | 9. Januar 1348     | Dezember 1348    |
| Pietro de Garsinis/Petrus de Garsinis                                                  | OP, er wurde 1348 Bischof von Anagni, er könnte nach Benedictus gefolgt sein                                                             | 1330               | 1348             |
| Arnaldo/Arnoldus/Arnaldus                                                              | OPraem, wurde 1365 Bischof von Nusco | 8. Dezember 1348   | 1365             |
| Francesco/Franciscus/Francesco Calonico                                                | war bis 1365 Bischof von Nusco | 14. Februar 1365   |                  |
| Gennaro/Januarius/Gonarius (Januarius)/Gonnarius                                       | (Eubel hat nach diesem Bischof Gonnarius noch drei Bischöfe, Benedictus, Franciscus und Andreas, jeweils ohne Nachweise oder Amtszeiten) | 1382               |                  |
| Nicolaus                                                                               | (ohne Datum, ist als Vorgänger des Berengarius genannt)                                                                                  |                    |                  |
| Berengarius de Surripis                                                                | OSM | 10. Dezember 1386  |                  |
| Jacopo/Jacobus                                                                         | | 20. März 1386      | † 1391           |
| Giovanni de Martis/Joannes de Martis                                                   | (der Vorgänger Jacobus ist genannt) | 19. April 1391     |                  |
| Nicolaus Vidini/Nicolaus/Nicola                                                        | (der Vorgänger Joannes ist genannt), er war vorher Bischof von Ottana, Bischof Nicolaus soll nach Spano 1429 noch im Amt gewesen sein    | 14. Juni 1400      |                  |
| Petrus                                                                                 | | 1414               | † 1428           |
| Stefano/Stephanus/Stephano Ardizone                                                    | OCist, war Abt des Klosters Beatae Mariae de Paulus                                                                                      | 5. Juli 1428       | † 1440           |
| Giovanni Sancio/Joannes Sancius/Joannes SanchezJoannes Sancii/Giovanni Sanchez         | | 18. Mai 1440       |                  |
| Thomas                                                                                 | nach Spano soll der vorige Bischof Johannes 1454 und 1455 noch im Amt gewesen sein                                                       | 20. September 1452 | † 1461           |
| Jacopo Poggi/Jacobus Pocius/Jacobus Poggio/Jacobus de Podio/Giacomo Despuig (de Podio) | | 28. März 1461      | † 1497           |
| Jacobus de Puiasolla/Giacomo de Puyasola                                               | OESA | 28. Juli 1497      | † 1509           |

Am 8. Dezember 1503 wurde das Bistum Sorres mit dem Erzbistums Sassari vereinigt. Die Vereinigung trat aber erst mit dem Tod des letzten Bischofs 1509 in Kraft.
In der Tradition des aufgegebenen Bischofssitzes in Ottana wurde 1968 das Titularbistum Sorres etabliert.

## Anmerkung
1. ↑  Die sich überschneidenden Amtszeiten der Bischöfe lassen sich z. T. durch die Ernennung von Gegenbischöfen der jeweiligen Gegenpäpste erklären.